# Jan Huygen van Linschoten
 Der er for få eller ingen kildehenvisninger i denne artikel, hvilket er et problem. Du kan hjælpe ved at angive troværdige kilder til de påstande, som fremføres i artiklen.

Jan Huyghen van Linschoten (født 1563 i Haarlem, død 8. februar 1611 i Enkhuizen) var en nederlandsk købmand, spion, forfatter og opdagelsesrejsende.
Jan Huyghen van Lindschoten lærte købmandserhvervet hos sine brødre i Portugal og Spanien. Han besøgte i 1581-89 Goa, hvor han var sekretær for ærkebiskop Frei Vicente da Fonseca, og foretog derfra flere rejser til det portugisiske Ostindien.
Han deltog 1594-95 på en ekspedition til Karahavet.
Linschoten er kendt som forfatter til Itinerario, voyage ofte schipvaert naer Ooost ofte Portugals Indie (1596, nyutgave 1910).
Linschotenøerne er opkaldt efter ham. I 1908 blev Linschoten-Vereeniging oprettet med det formål at offentliggøre ældre nederlandsk geografisk litteratur.

## Galleri
- Portugisisk Fust i Itinerario af Jan Huygen van Linschoten
- Terceira (Azuren) i Itinerario af Jan Huygen van Linschoten
- Kort af Willem Barentsz' første rejse af Jan Huygen van Linschoten
- Itinerario, voyage ofte schipvaert, naer Oost ofte Portugaels Indien inhoudende een corte beschryvinghe der selver landen ende zee-custen - Beschryvinghe van de gantsche custe van Guinea - Reys-gheschrift vande navigatien der Portugaloysers in Orienten